# Znojemské podzemí

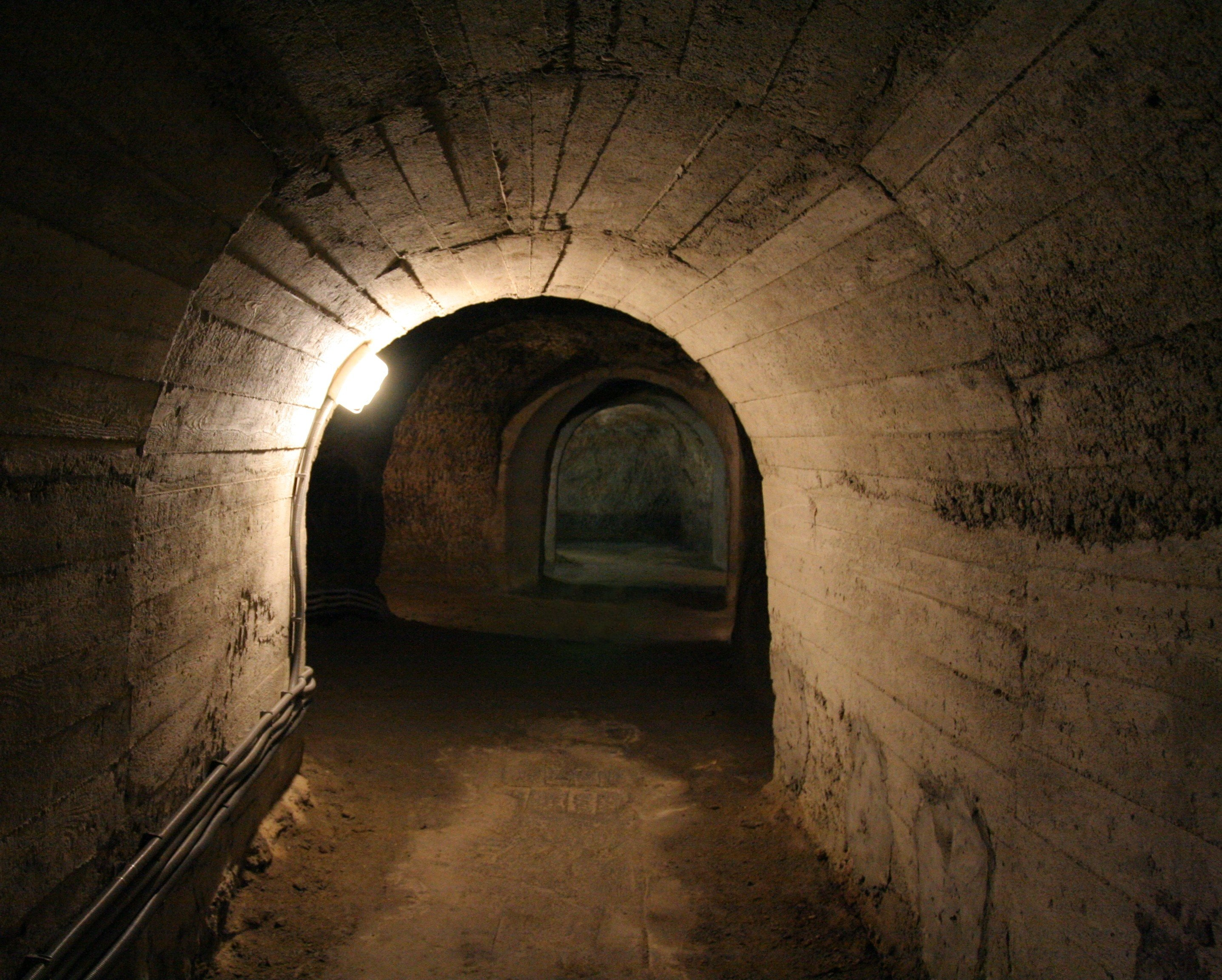
Znojemské podzemí

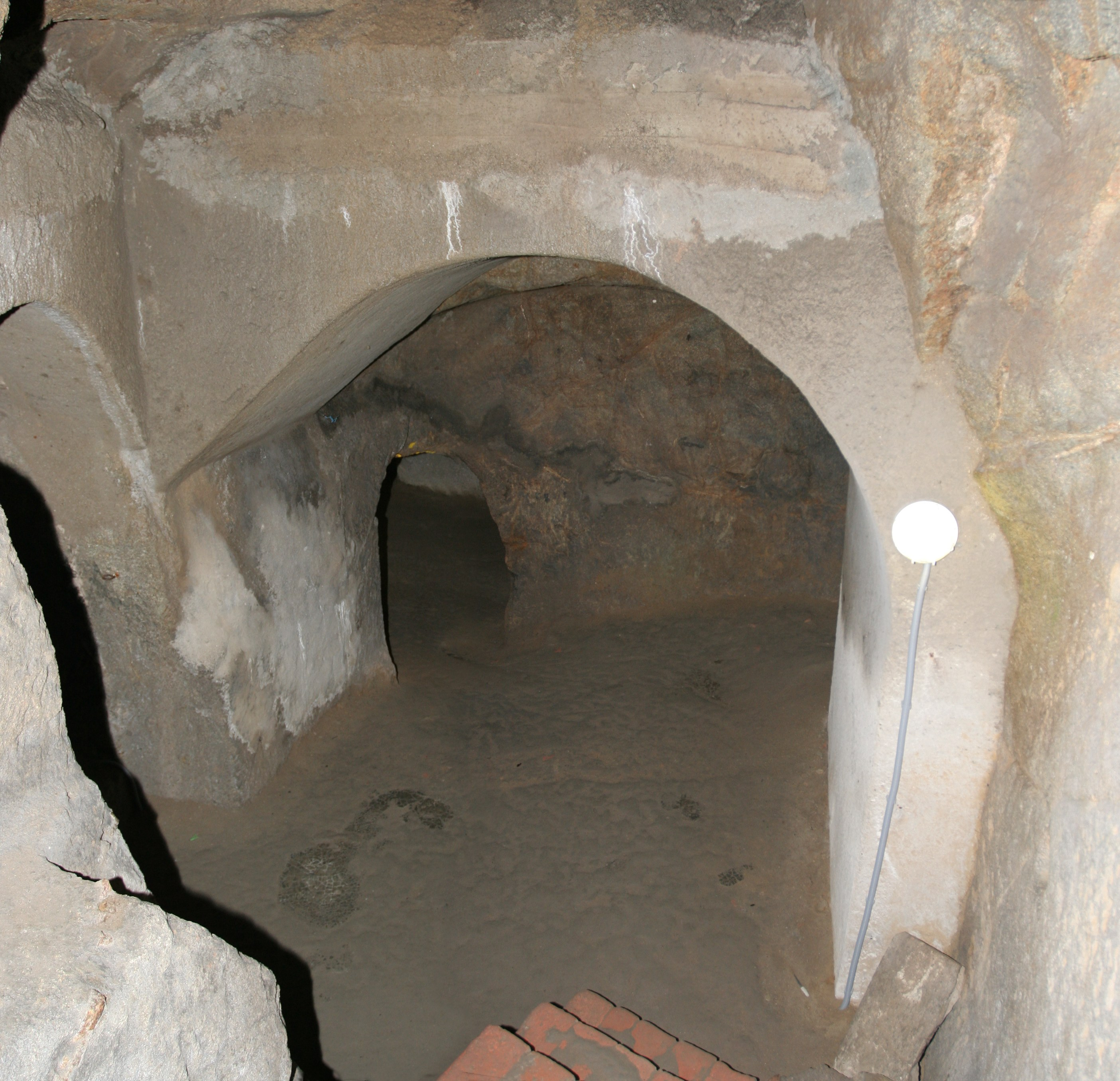
Znojemské podzemí

Znojemské podzemí je největší systém podzemních chodeb a sklepů v České republice, které je dlouhé téměř 27 km a má až 4 patra.

## Historie
Ze dvou v podzemí nalezených letopočtů dnes předpokládáme, že počátek budování chodeb spadá do přelomu 14. a 15. století. V této době došlo k vyvrcholení rozvoje Znojma, a tedy i k rozšiřování počtu kamenných budov. Každý z obytných domů měl podzemní prostory, sloužící patrně k hospodářským účelům a tvořící původně nižší úrovně sklepů. Prostory byly budovány a propojovány v nepravidelných obdobích původně na ploše 35 až 40 hektarů, tedy pod historickým jádrem. Na stavbě se podíleli nádeníci, dělníci a městská čeleď, jeden z nálezů dosvědčuje také podíl jihlavských havířů, odborníků na horní díla. Nízký počet pracovníků a tvrdé a pevné skály byly jistě příčinou toho, že se podzemí budovalo několik století. Používaly se jednoduché prostředky, které byly úměrné středověké technice: sekáč, mlátek, špičák a prostředky k vynášení vyrubaného materiálu.

## Využití
V katakombách je kvůli hloubce až jedenácti metrů po celý rok stálá teplota, a tak se předpokládá, že byly využívány v dřívějších dobách k uskladňování vinných sudů, piva a zemědělských produktů. Ostatní podobné podzemní systémy se budovaly k těžbě nerostných surovin, např. stříbra a zlata, ale Dyjský masív žádné nerostné žíly nemá.
Dále v řadě studní byla jímána voda a spojena s odvodňovací štolou – tzv. jezuitským vodovodem. Některé prostory využívalo také středověké soudnictví. Dokladem toho je dvoulodní sál pod bývalou radnicí, sloužící jako mučírna.
K vynikajícímu využití přišli obyvatelé v neklidných časech, a v prostorách katakomb se ukrývali před nepřáteli. Dokonce zde mohli vařit a topit, jelikož zbudovali speciální kouřovody do komínů svých domů. Tak vznikla také přezdívka „město duchů”, neboť vojáci nikoho ve městě nenašli, ale z komínů se přesto kouřilo.
V 50. a začátkem 60. let minulého století docházelo k velmi častým propadům v ulicích historického centra města a to z důvodů nepřiměřeného zatížení vozovky projíždějícími nákladními automobily. Docházelo k sesuvům dláždění do prvního patra podzemí a narůstajícímu nebezpečí pro vozidla i pěší. Proto bylo rozhodnuto provést revizi podzemí pod historickým jádrem Znojma a vyztužit nejbližší patro betonovou výztuží. Sanační práce včetně betonáží byly vzhledem k malým rozměrům chodeb prováděny pouze ručně s přesunem hmot stavebními kolečky a kbelíky. Práce na zajištění prováděla odborná firma Výstavba kamenouhelných dolů, která výše uvedené problémy během několika let vyřešila.
Dnes slouží katakomby především jejich návštěvníkům. Přibližně jeden kilometr dlouhá základní trasa začíná na Slepičím trhu a končí v Obrokové ulici, spojující Horní náměstí s Masarykovým.
V roce 2017 podzemí navštívilo 53 452 osob.